# Hedwig af Brandenburg
Hedwig af Brandenburg (født 23. februar 1540 i Cölln, død 21. Oktober 1602 i Wolfenbüttel) var Margravine af Brandenburg ved fødsel og ved ægteskab hertuginde af Braunschweig-Wolfenbüttel.

## Liv og gerning
Hedwig var en datter af kurfyrsten af Brandenburg Joachim II Hector (1505-1571) og dennes anden kone, Hedwig (1513-1573), datter af kong Sigismund I af Polen.
Hun giftede sig den 25. februar 1560 i Cölln an der Spree med hertug Julius af Braunschweig-Wolfenbüttel (1528-1589). Parret havde mødt hinanden ved hoffet for markgreve Johann i Küstrin, hvortil Julius var flygtet fra sin egensindige far.
Efter, at Julius havde forsonet sig med sin far, Heinrich II, som kun modvilligt havde accepteret ægteskabet mellem hans søn og en protestant, fik parret slotte i Hessen og Schladen som opholdssteder. Efter, at Julius' ældre brødre var faldet i slaget ved Sievershausen, skal Heinrich II angiveligt være kommet på Hessen Slot og ladt sig ind i rummet hos sin svigerinde, med udbruddet: Nu bliver du nødt til at være min elskede søn!. 
Julius senere kom under svigagtig indflydelse fra Philipp Sommering og Anne Marie Schulfermanns (øgenavnet Schlüter-Liese) og fremmedgjort fra sin kone.
Hedwig blev beskrevet som en from og ydmyg person, der foretrak hjemlige sysler.
I 1598 dedikerede teologen Stephan Prätorius sin bog Der Witwen Trost ("Enkens Trøst") til Hedwig.

## Ægteskab og børn
I sit ægteskab med Julius fik Hedwig følgende børn:
- Sophie Hedwig (1561–1631), gift i 1577 med hertug Ernst Louis af Pommern-Wolgast (1545-1592)
- Henrik Julius (1564–1613), hertug af Braunsweig-Wolfenbüttel, gift med:
  1. i 1585 prinsesse Dorothea af Sachsen (1563–1587)
  2. i 1590 prinsesse Elisabeth af Danmark (1573-1626)
- Maria (1566–1626), gift i 1582 med herug Francis II af Sachsen-Lauenburg (1547-1619)
- Elisabeth (1567–1618), gift med:
  1. i 1583 greve Adolf XI af Holsten-Schauenburg (død 1601)
  2. i 1604 hertug Christopher af Braunsweig-Harburg (død 1606)
- Philip Sigismund (1568–1623), Biskop af Osnabrück og Verden
- Margaret (1571–1580)
- Joachim Charles (1573–1615)
- Sabine Catharina (1574–1590)
- Dorothea Augusta (1577–1625), Abbedisse af Gandersheim
- Julius Augustus (1578–1617), abbed i Michaelstein Kloster
- Hedwig (1580–1657), gift i 1621 med hertug Otto III af Braunsweig-Harburg (1572-1641)